# Ермолин, Степан Иванович (1810)
Степан Иванович Ермолин (1810—1872) — генерал-майор Русской императорской армии.
Учился в частном учебном заведении. В 1825 году поступил подпрапорщиком в Якутский пехотный полк; с 1829 года — прапорщик. Участвовал в русско-турецкой войне 1828—1829 гг. и в подавлении Венгерского восстания в 1849 году.
В 1854 году подполковник Ермолин был назначен жандармским штаб-офицером в Бессарабскую область. В этом же году получил орден Св. Георгия 4-й степени за 25 лет выслуги (№ 9411; 26 ноября 1854). В 1859 году произведён в полковники. В 1867 году назначен начальником Бессарабского областного жандармского управления.
Произведён в генерал-майоры 20 апреля 1869 года.
Умер 21 февраля (4 марта) 1872 года.